# Brachycentrotus punctatus
Brachycentrotus punctatus är en insektsart som beskrevs av Metcalf och Bruner. Brachycentrotus punctatus ingår i släktet Brachycentrotus och familjen hornstritar. Inga underarter finns listade i Catalogue of Life.